# حكومة حسين العويني الثانية
الحكومة اللبنانية الرابعة والثلاثون بعد الاستقلال، والسابعة والأخيرة بعهد الرئيس فؤاد شهاب، وهي ثاني حكومة يترأسها حسين العويني. شكلت الحكومة بموجب المرسوم رقم بتاريخ 20 شباط / فبراير 1964، ونالت الثقة بأغلبية 75 صوتاً ضد 7 أصوات وامتناع 1. واستقالت الحكومة بعد تولي الرئيس شارل حلو للرئاسة، واستمرت بتصرف الأعمال حنى شكلت الحكومة الأولى بالعهد الجديد في 25 أيلول / سبتمبر 1964.

## أعضاء الحكومة
- حسين العويني رئيساُ لمجلس الوزراء ووزيراً للداخلية ووزيراً للدفاع الوطني.
- جبران نحاس نائباً لرئيس مجلس الوزراء ووزيراً للعدل.
- جورج فيليب نقاش وزيراً للإرشاد والأنباء ووزيراً للأشغال العامة والنقل ووزيراً للسياحة.
- فؤاد عمون وزيراً للاقتصاد الوطني ووزيراً للتصميم العام.
- محمد كنيعو وزيراً للبرق والبريد والهاتف ووزيراً للصحة العامة.
- شارل حلو وزيراً للتربية الوطنية والفنون الجميلة.
- فيليب تقلا وزيراً للخارجية والمغتربين.
- فؤاد نجار وزيراً للزراعة.
- رضا وحيد وزيراً للعمل والشئون الاجتماعية.
- أمين بيهم وزيراً للمالية.

### تعديلات حكومية
- في 1 نيسان / أبريل 1964 أجري تعديل وزاري عين بموجبه جوزف نجار وزيراً للاقتصاد الوطني ووزيراً للتصميم العام، كما عين فؤاد عمون وزيراً للخارجية والمغتربين وذلك على إثر استقالة الوزير فيليب تقلا بعد تعيينه حاكماً لمصرف لبنان.[1]
- في 18 آب / أغسطس 1964 وبعد انتخاب شارل حلو رئيساً للجمهورية عين فؤاد عمون بالإضافة لعملة وزيراً للتربية الوطنية والفنون الجميلة وذلك لحين انتهاء ولاية الرئيس فؤاد شهاب.

## وصلات خارجية
- موقع رئاسة مجلس الوزراء الرسمي